# Tuffi ai XVIII Giochi panamericani - Trampolino 1 metro maschile
Il concorso dei tuffi dal trampolino 1 metro maschile dei XVIII Giochi panamericani si è svolto il 1º agosto 2019 presso il Centro aquatico di Lima in Perù.

## Programma
| Data           | Ora   | Evento      |
| -------------- | ----- | ----------- |
| 1º agosto 2019 | 10:00 | Preliminare |
| 1º agosto 2019 | 20:30 | Finale      |

## Risultati
In verde sono contraddistinti i finalisti.
| Class   | Atleta                  | Natione         | Preliminare | Preliminare | Finale | Finale |
| Class   | Atleta                  | Natione         | Punti       | Class       | Punti  | Class  |
| ------- | ----------------------- | --------------- | ----------- | ----------- | ------ | ------ |
| Oro     | Juan Manuel Celaya      | Messico         | 368.00      | 2           | 435.60 | 1      |
| Argento | Yona Knight-Wisdom      | Giamaica        | 378.20      | 1           | 429.90 | 2      |
| Bronzo  | Andrew Capobianco       | Stati Uniti     | 356.30      | 4           | 411.25 | 3      |
| 4       | Yahel Castillo          | Messico         | 358.80      | 3           | 410.20 | 4      |
| 5       | Sebastián Morales       | Colombia        | 345.25      | 6           | 398.55 | 5      |
| 6       | Michael Hixon           | Stati Uniti     | 334.90      | 8           | 385.80 | 6      |
| 7       | Rafael Quintero         | Porto Rico      | 354.50      | 5           | 382.20 | 7      |
| 8       | Daniel Restrepo García  | Colombia        | 344.45      | 7           | 366.20 | 8      |
| 9       | Kawan Figueredo Pereira | Brasile         | 309.00      | 9           | 343.00 | 9      |
| 10      | Donato Neglia           | Cile            | 289.45      | 11          | 333.25 | 10     |
| 11      | Ian Matos               | Brasile         | 304.10      | 10          | 314.75 | 11     |
| 12      | Laydel Domínguez        | Cuba            | 286.95      | 12          | 309.30 | 12     |
| 13      | Diego Carquin           | Cile            | 286.55      | 13          |        |        |
| 14      | Angello Alcebo          | Cuba            | 274.50      | 14          |        |        |
| 15      | Frandiel Gómez          | Rep. Dominicana | 261.95      | 15          |        |        |
| 16      | Daniel Pinto Soto       | Perù            | 251.35      | 16          |        |        |